# Florian Waldvogel
Florian Waldvogel (* 21. Mai 1969 in Offenburg) ist ein deutscher Ausstellungskurator.

## Biografie
Waldvogel studierte Kunstvermittlung an der Staatlichen Hochschule für Bildende Künste – Städelschule in Frankfurt am Main und war von 1993 bis 1998 dort Assistent und Meisterschüler von Kasper König. Von 1998 bis 2000 war Waldvogel Projektleiter von InBetween, Das offizielle Kunstprojekt der EXPO 2000, Hannover, und von 2001 bis 2003 zusammen mit Marius Babias Künstlerischer Leiter des Projekts Zeitgenössische Kunst und Kritik in der Kokerei Zollverein in Essen.
In den Jahren 2001 und 2002 hatte er eine Gastprofessur für Kunstvermittlung an der Akademie der Bildenden Künste München inne. 2004 kuratierte er Nizza Transfer, ein Projekt im öffentlichen Raum am Frankfurter Mainufer, bei dem künstlerische Aktivitäten, urbaner Diskurs, Skateboard- und Jugendkultur aufeinander trafen. Waldvogel war Co-Kurator von Ausstellungen wie Just Do It! -Die Subversion der Zeichen von Marcel Duchamp bis Prada Meinhof im Kunstmuseum Linz 2005, der Manifesta 6 in Nikosia, Zypern (2006) oder – zur Fußballweltmeisterschaft – von „Das Grosse Rasenstück“ im öffentlichen Raum zwischen Hauptbahnhof und Burg in Nürnberg (2006).
Von 2006 bis 2008 war er unter Nicolaus Schafhausen als Kurator am Witte de With – Center for Contemporary Art in Rotterdam tätig. Ab 2009 war Waldvogel – als Nachfolger von Yilmaz Dziewior – Direktor des Kunstvereins in Hamburg. Im gleichen Jahr wurde er in den Vorstand der Arbeitsgemeinschaft Deutscher Kunstvereine gewählt. Er schied 2013 nach internen Querelen als Direktor des Kunstvereins aus. Seine Nachfolgerin wurde Bettina Steinbrügge.
Waldvogel wurde 2015 an der Hochschule für bildende Künste Hamburg (HfbK) mit einem Thema zur Ausstellungspraxis von Kasper König zum Dr. phil in art. promoviert.
Seit dem 1. April 2019 ist Waldvogel Leiter der Kunstgeschichtlichen Sammlungen ab 1900 am Tiroler Landesmuseum.

## Zitat
„Ein Gemälde ist ein Spiegel, wenn ein Affe hineinsieht, so kann kein Apostel herausgucken...“

## Kuratierte Ausstellungen (Auswahl)
- 2018: zusammen mit Marius Babias:  A 37 90 89 – Die Erfindung der Neo-Avantgarde (Neuer Berliner Kunstverein n.b.k)
- 2013: John Bock – Der Pappenheimer (Kunstverein Hamburg)
- 2012: Kiki Kogelnik –  Have Seen the Future (Kunstverein Hamburg)
- 2011: Evelyne Axell – La terre est ronde (Kunstverein Hamburg)
- 2010: Tobias Zielony – Story / No Story; Michael Riedel – The quick brown fox jumps over the lazy dog (Kunstverein Hamburg)
- 2010: zusammen mit Marius Babias: Freedom of Speech (Kunstverein Hamburg)
- 2009: Wo ist der Wind, wenn er nicht weht? – Politische Bildergeschichten von Albrecht Dürer bis Art Spiegelman (Kunstverein Hamburg)

## Veröffentlichungen
- (Hrsg.) who let the dogs out (anlässlich der Ausstellung Aktuelle Positionen Bildender Kunst im Öffentlichen Raum), Portikus, Frankfurt am Main, 2001 ISBN 978-3-928071-53-6
- Libretto für einen möglichen Kunstverein. Libretto fo a Possible Kunstverein. Kunstverein in Hamburg, 2010 ISBN 978-3-94222804-6
- Aspekte des Kuratorischen am Beispiel der Praxis von Kasper König. Verlag Silke Schreiber, München, 2016 ISBN 978-3-88960-155-1